# Abierto de Estados Unidos 1976
El Abierto de Estados Unidos 1976 es un torneo de tenis disputado en superficie dura, siendo el cuarto y último torneo del Grand Slam del año.

## Finales

### Senior

#### Individuales masculinos
Jimmy Connors vence a  Björn Borg, 6–4, 3–6, 7–6(9), 6–4.

#### Individuales femeninos
Chris Evert vence a  Evonne Goolagong Cawley, 6–3, 6–0.

#### Dobles masculinos
Tom Okker /  Marty Riessen vencen a  Paul Kronk /  Chris Letcher, 6-4, 6-0.

#### Dobles femeninos
Delina Boshoff /  Ilana Kloss vencen a  Olga Morozova /  Virginia Wade, 6-1, 6-4.

#### Dobles mixtos
Billie Jean King /  Phil Dent vencen a  Betty Stöve /  Frew McMillan, 3-6, 6-2, 7-5.

### Junior

#### Individuales masculinos
Ricardo Ycaza vence a  José Luis Clerc, 6-4, 5-7, 6-0.

#### Individuales femeninos
Marise Kruger vence a  Lucia Romanov, 6-3, 7-5

#### Dobles masculinos
El torneo comenzó en 1982.

#### Dobles femeninos
El torneo comenzó en 1982.